# قرية تشاتهام (نيويورك)
قرية تشاتهام (بالإنجليزية: Chatham (village), New York)‏ هي بلدة تقع في الولايات المتحدة في مقاطعة كولومبيا، نيويورك. يقدر عدد سكانها بـ 1,770 نسمة ومساحتها 3.1 كم2 وترتفع عن سطح البحر 141 متر.